# Oizumi-Observatorium
Das Oizumi-Observatorium (Sternwarten-Code 411) ist eine private Sternwarte in Ōizumi, Präfektur Gunma, in Japan. Takao Kobayashi, Mitarbeiter des Oizumi-Observatoriums, hat mit seinem 10-inch-(250 mm)-Teleskop insgesamt weit über 2.000 Kleinplaneten und Asteroiden entdeckt; er rangiert damit in der Liste der Entdecker auf Platz 17.

## Referenzen
- Lutz D. Schmadel: Dictionary of Minor Planet Names. 2003, ISBN 3-540-00238-3.